# Jeantes
Jeantes è un comune francese di 216 abitanti situato nel dipartimento dell'Aisne della regione dell'Alta Francia.

## Monumenti
- la chiesa fortificata di Saint-Martin, inserita dal 1987 nell'elenco dei monumenti storici. All'interno presenta circa 400 m2 di pitture murali e vetrate realizzate da Charles Eyck nel 1962.

## Società

### Evoluzione demografica
Abitanti censiti